# 24.º distrito electoral de Chile
El vigesimocuarto distrito electoral de Chile es un distrito electoral ubicado en la Región de Los Ríos que elige cinco diputados para la Cámara de Diputados de Chile. Fue creado en 2018 a partir de los antiguos quincuagesimotercer y quincuagesimocuarto distritos y está compuesto por la totalidad de la región. Según el censo de 2017, posee 384 837 habitantes.

## Composición
El distrito está compuesto por las siguientes comunas:
| - Corral - Futrono - La Unión - Lago Ranco - Lanco - Los Lagos | - Máfil - Mariquina - Paillaco - Panguipulli - Río Bueno - Valdivia |  |

## Representación
| 2 | 2 | 1 |

| 2 | 2 | 1 |

### Diputados
| Pactos y partidos políticos                                                                                      |
| --- |
| Chile Vamos La Fuerza de la Mayoría Convergencia Democrática Chile Podemos + Nuevo Pacto Social Apruebo Dignidad |

| Periodo | Diputado | Diputado             | Diputado | Diputado | Diputado                      | Diputado | Diputado | Diputado             | Diputado | Diputado               | Diputado                  | Diputado | Diputado                        | Diputado           | Diputado | Mandato                                 |
| ------- | -------- | -------------------- | -------- | -------- | ----------------------------- | -------- | -------- | -------------------- | -------- | ---------------------- | ------------------------- | -------- | ------------------------------- | ------------------ | -------- | --------------------------------------- |
| LV      |          | Bernardo Berger Fett |          |          | Gastón von Mühlenbrock Zamora |          |          | Marcos Ilabaca Cerda |          |                        | Patricio Rosas Barrientos |          |                                 | Iván Flores García |          | 11 de marzo de 2018-11 de marzo de 2022 |
| LVI     |          | Bernardo Berger Fett |          |          | Gastón von Mühlenbrock Zamora |          |          | Marcos Ilabaca Cerda |          | Ana María Bravo Castro | Patricio Rosas Barrientos |          | 11 de marzo de 2022-En el cargo |                    |          |                                         |